# P.N. Dezaire
P.N. Dezaire is een Nederlands taalkundige, die soms onder eigen naam, soms onder het pseudeniem G.A. Mesters een aantal boeken over spreekwoorden, taalverzorging en poëtica schreef. Sommige daarvan, uitgegeven door Het Spectrum in Utrecht (prisma-pockets), beleefden vele herdrukken.

## Publicaties
- Handboek der poëtiek, Den Haag 1932.
- Ons Nederlands; een taal- en stijlboek, Utrecht 1964.

Onder pseudoniem G.A. Mesters:
- Spreekwoorden Nederlands (herdukken ook wel onder de titel Prisma Spreekwoordenboek), 10e druk 1975, 20e druk 2002.
- Wat het volk zegt; een nieuwe verzameling spreekwoorden, zegswijzen en gezegden, Utrecht 1977.
- Prisma taalschat, Utrecht/Antwerpen z.j.
- Spreek/schrijf zuiver Nederlands, Utrecht/Antwerpen z.j.